# Tremiti-Inseln
Die Tremiti-Inseln, italienisch Isole Tremiti (auch Diomedesinseln genannt), sind eine Inselgruppe, die der Apenninhalbinsel östlich vorgelagert in der Adria liegt. Sie gehört administrativ zur italienischen Region Apulien und befindet sich 12 Seemeilen nördlich der Gargano-Halbinsel sowie 24 Seemeilen östlich der Küste vor Molise. Der Archipel mit einer Gesamtfläche von etwa drei Quadratkilometern bildet die gleichnamige Gemeinde Isole Tremiti mit 494 Einwohnern (Stand: 31. Dezember 2023) und gehört zur Provinz Foggia. Die Gemeinde ist Teil des Nationalparks Gargano. Seit 1989 wurde ein Teil der Gemeinde zum marinen Naturschutzgebiet „Riserva naturale marina Isole Tremiti“ erklärt. Die Inseln bilden einen der wichtigsten touristischen Anziehungspunkte der Region.

## Inseln
| Insel          | Fläche (ha) | Einwohner 2008 | max. Höhe |
| -------------- | ----------- | -------------- | --------- |
| San Nicola     | 42          | 131            | 75        |
| San Domino     | 208         | 236            | 116       |
| Capraia        | 45          | -              | 53        |
| Pianosa        | 13          | -              | 15        |
| Cretaccio      | 4           | -              | 30        |
| La Vecchia     | 0,1         | -              | …         |
| Tremiti-Inseln | 313         | 496            | 116       |

### Geographie
Der Archipel besteht aus fünf Inseln. Bewohnt sind lediglich San Domino und San Nicola.
Die Inseln:
- San Nicola, auf der sich der größte Teil der Einwohner und die bedeutendsten historischen Bauten der Inselgruppe befinden,
- San Domino, früher „Tremetis“ genannt, ist die größte der Inseln, mit den meisten touristischen Betrieben dank des einzigen Sandstrandes (Cala delle Arene) der Inselgruppe.
- Capraia (auch Caprara oder Capperaia), die zweitgrößte Insel, unbewohnt, Teil des Naturschutzgebiets.
- Pianosa, eine unbewohnte Felsfläche, etwa 20 km nordöstlich der anderen Inseln gelegen. Sie erhebt sich an der höchsten Stelle nur 15 Meter aus dem Meer. Während starker Stürme wird die Insel von den Wellen manchmal komplett überspült.
- Il Cretaccio ist ein großes Kalk- und Lehmkliff zwischen San Domino und San Nicola.
- La Vecchia ist eine kleinere, nahe am Cretaccio gelegene Klippe.

### Klima
Die Inseln haben ein ausgeprägtes mediterranes Klima mit folgenden Charakteristika:
- Temperatur – milde Winter, heiße Sommer. Eine ausgeprägte sommerliche Trockenperiode fehlt.[1]
- Niederschläge – gering, als Regen fast ausschließlich im Herbst und Winter (~476 mm mittlerer Jahresniederschlag).[1]
- Winde – es herrschen Winde aus dem 2. (Levante, Scirocco) und dem 4. Quadranten vor (Ponente, Tramontana, Maestrale).[2]
- Meer – im Sommer überwiegend ruhig, Sturmflut und Unwetter häufiger im Herbst und Winter.[2]

## Geschichte

### Ur- und Frühgeschichte
Zahlreiche prähistorische Funde bezeugen menschliche Besiedlung seit dem 7. Jahrtausend v. Chr. Auf der Insel San Domino wurde eine neolithische Siedlung ergraben, in der Keramik mit eingedrückten und eingeritzten Mustern, Schaber und Muschelhaufen gefunden wurden. Die spektrographische Untersuchung der Obsidianfunde ergab, dass sie von der Insel Lipari stammen.
Bei Ausgrabungen in der Benediktinerabtei S. Domino sind viele Fragmente aus verschiedenen Epochen von der Eisenzeit bis zur hellenistischen Zeit ans Licht gekommen: Geschirr, Skelett-Teile, Amphoren mit römischen und lateinischen Inschriften.

### Antike
In der Antike waren die Inseln seit dem 4. Jh. v. Chr. bewohnt. Sie wurden schon früh als Verbannungsort benutzt. Im Imperium Romanum verbannte Kaiser Augustus die Enkeltochter Julia die Jüngere dorthin, angeblich wegen Sittenlosigkeit, wahrscheinlich aber wegen Teilnahme an einer Verschwörung gegen ihn. Julia starb hier 28 n. Chr. nach zwanzig Jahren Zwangsaufenthalt.

### Mittelalter

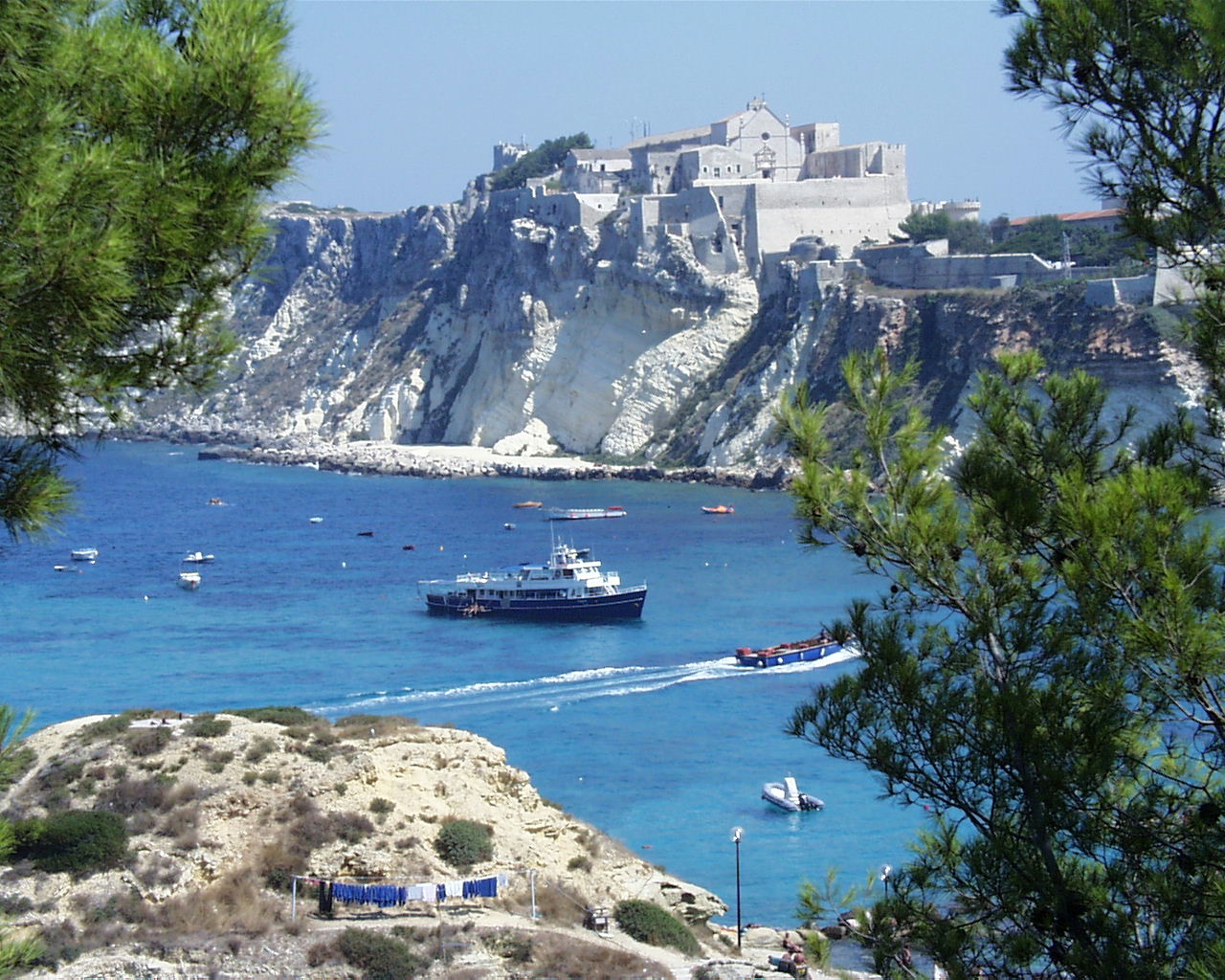
Blick auf San Nicola

Eine entscheidende Rolle spielten die Benediktiner bei der Besiedlung und Urbarmachung der Tremiti-Inseln. Deren Geschichte im Mittelalter fällt zusammen mit der Geschichte der Abtei.
Auf der Insel San Nicola stand in erhöhter Position eine kleine Kirche, die Keimzelle des kulturellen, wirtschaftlichen und geistlichen Zentrums der Inseln, der Abtei Santa Maria a Mare, die der Kunsthistoriker Émile Bertaux das Montecassino mitten im Meer nannte.
Ob das Benediktinerkloster S. Maria a Mare schon im 8. Jahrhundert bestand, ist zweifelhaft. Der Bericht des Leo von Ostia, Karl der Große habe Paulus Diaconus dorthin in die Verbannung geschickt, diesem aber sei die Flucht geglückt, ist fiktiv.
Nach dem Chartularium Tremitense wurde das Kloster im 9. Jahrhundert als unmittelbares Filialkloster der Benediktinerabtei Montecassino errichtet. Der erste Abt ist jedoch erst 1005 belegt. Im 11. Jahrhundert hatte die Abtei ihre glanzvollste Zeit. Besitz und Reichtum waren so sehr gewachsen, dass der Abt Alderich die Kirche durch einen größeren Neubau ersetzte, der 1045 vom Bischof von Dragonara (heute Diözese von San Severo) geweiht wurde. Zahlreiche Schenkungen weltlicher Herren brachten umfangreichen Besitz auf dem Festland, vor allem im Marserland, im Prinzipat von Benevent und in den Diözesen Siponto, Vieste, Troia und Dragonara. Nach Erlangung der Selbständigkeit im 13. Jahrhundert besaß das Kloster Ländereien auf dem Festland vom Fluss Biferno in der Region Molise bis zur apulischen Stadt Trani. In einer Bulle vom 22. April 1256 bestätigte Papst Alexander IV. alle Besitztümer der Mönchsgemeinschaft.
1038 hatte Konrad II. auf Bitten des Abtes Deodatus die Abtei in seinen Schutz genommen, was Heinrich III. 1054 bestätigte, auch wenn das Reich keine dauerhafte Herrschaft in Süditalien ausüben konnte. Enge, zunehmend gespannte Beziehungen bestanden zu Montecassino: Friedrich von Lothringen, der spätere Papst Stephan IX., hat sich auf der Flucht vor Heinrich III. vorübergehend nach Tremiti zurückgezogen.
Die reichhaltige Bibliothek unter Abt Eustasius um 1175 ist durch das erhaltene Bücherverzeichnis bekannt.
Leo IX. hat die Abtei direkt dem Hl. Stuhl unterstellt, dennoch versuchte Montecassino unter Nikolaus II., sich das Kloster einzuverleiben, allerdings ohne bleibenden Erfolg. Abt Desiderius (Daupherius Epiphani) konnte eine Oberaufsicht ausüben, Urban II. und seine Nachfolger ließen Tremiti in die Besitzlisten der Privilegien für Montecassino aufnehmen, dennoch konnte das Inselkloster schließlich seine Selbständigkeit behaupten, wie aus dem Eintrag im Liber censuum hervorgeht. 1237 ist auch der Treueid eines Abtes dort nachgetragen. Die Zwistigkeiten mit dem Mutterhaus einerseits, die Plünderungen von Inseln und Kloster durch Piraten in der Zeit Innozenz III. andererseits leiteten den geistlichen und weltlichen Niedergang ein. Die von Gregor IX. angeordneten Reformen führten zum Anschluss des Klosters an die Zisterzienserabtei Casanova im Bistum Penne. Auf Mandat des Papstes vollzog 1237 der Kardinal Rainer von Viterbo die Unterstellung unter Casanova.
In der Folge ließ Karl von Anjou die Abtei mit Befestigungsbauten versehen. 1334 wurde sie dennoch von korsarischen Almogavaren aus Almissa in Dalmatien, das sich zu einem gefürchteten Zentrum der Seeräuberei in der Adria entwickelt hatte, erobert und geplündert. Die Korsaren brachten alle Mönche um, damit endete die zisterziensische Periode auf den Tremiti. Die Abtei begann zu verfallen.
1412 ging der Klosterverband, nachdem verschiedene Orden die Übernahme abgelehnt hatten, auf Anordnung Papst Gregor XII. an die Augustiner-Chorherren vom Lateran über, die aus San Frediano in Lucca kamen und von Leone da Carrara geführt wurden. Sie restaurierten das Kloster, erweiterten es, legten zahlreiche Zisternen an, die zum Teil noch funktionieren, und vergrößerten den Grundbesitz des Klosters auf dem Gargano, in Molise und im Gebiet von Bari.

### Neuzeit
Die Abteifestung von San Nicola war in der Folge immerhin so konsolidiert, dass sie 1567 dem Ansturm der Flotte von Soliman dem Prächtigen trotzte.
1783 wurde das Kloster von König Ferdinand IV. von Neapel aufgehoben. Im selben Jahr wurde auf den Inseln eine Strafkolonie eingerichtet.
In napoleonischer Zeit besetzten Gefolgsleute des neapolitanischen Königs Joachim Murat die Inseln und verschanzten sich in der Festung. Sie wehrten 1809 erfolgreich Angriffe der englischen Flotte ab – die Einschläge der englischen Kanonenkugeln sind noch an der Fassade der Abtei zu sehen. Murat begnadigte die Deportierten, die sich an der Verteidigung gegen die Engländer beteiligt hatten. Damit entvölkerten sich die Inseln.
1843 erfolgte eine neuerliche Kolonisation: Ferdinand II. siedelte arme Neapolitaner an, die von den reichen Fischgründen um die Inseln leben konnten. Daher sprechen noch heute die Tremitesi einen neapolitanischen und keinen apulischen Dialekt.
Während des Italienisch-Türkischen Krieges wurden im Jahr 1911 von der Regierung Giolitti ca. 1300 Libyer, die gegen die italienische Besetzung Libyens Widerstand geleistet hatten, auf die Tremiti deportiert. Nach etwa einem Jahr war ein Drittel von ihnen an Fleckfieber gestorben. In der faschistischen Zeit blieben die Inseln Verbannungsort. Prominente Gefangene waren unter anderen der spätere Staatspräsident Sandro Pertini und Amerigo Dumini. Interniert waren auf der Insel San Domino einige hundert Homosexuelle, obwohl es kein Gesetz gegen die Homosexualität gab.
Die Gemeindeautonomie wurde den Inseln 1932 zuerkannt.
Muammar al-Gaddafi erklärte 1987, die heutigen Inselbewohner seien Nachkommen der überlebenden libyschen Gefangenen und forderte die Inseln als Entschädigung für Italiens Verbrechen der Kolonialzeit. Die Tremitianer nutzen das libysche Interesse und drohten am 3. Juni 1992 damit, ihre Inseln von Italien abzuspalten und Libyen anzuschließen, sollte Italien ihnen nicht mehr Fördergelder und wirtschaftliche Sonderrechte gewähren. Daraufhin wiederholte Gaddafi im Juli 1992, dass die Tremitianer libysche Abkömmlinge seien und reklamierte die Inseln als Bestandteil libyschen Territoriums. Gentests ergaben 2008 jedoch, dass die Inselbewohner nicht von Libyern abstammten.

## Legenden

### Diomedes
Früher wurden die Inseln auch als „die Inseln des Diomedes“ bezeichnet, der hier nach dem Trojanischen Krieg gestrandet sein soll. Nach einer Legende versteckte sich Diomedes auf einer seiner Irrfahrten nach dem Trojanischen Krieg auf der Insel. Nach seinem Tod trauerten seine Kriegsbegleiter und wurden von Venus in weiße Vögel verwandelt, um ihm in den Himmel zu folgen, in die von Plinius d. Ä. so genannten Aves Diomedeae (zoologisch der Gelbschnabel-Sturmtaucher, Calonectris diomedea, nicht zu verwechseln mit der Gattung der Albatrosse Diomedea).

### Nikolaus
Im Kloster auf San Nicola liegt der Mönch Nicolò begraben. Der Legende nach soll jedes Mal ein schwerer Sturm aufgezogen sein, wenn jemand versuchte, seine sterblichen Überreste von der Insel zu entfernen.

## Verkehr
Ganzjährige Schiffsverbindungen bestehen nur von Termoli aus (mit der Tirrenia di Navigazione), in der Touristensaison Anfang Juni bis Ende September können die Inseln auch von Pescara, Ortona, Vasto, Vieste, Manfredonia, Peschici oder Rodi Garganico (bis Ende August) mit dem Schiff erreicht werden. In dieser Zeit sind mehrere Reedereien aktiv, unter anderem auch mit Schnellbooten, so dass auch Fahrten von Pescara, Ortona und Vasto schnell möglich sind.
Vom Bahnhof der Stadt Termoli, an dem alle Fernzüge halten, besteht ein Zubringerdienst zum Hafen.
Das eigene Auto kann nicht auf die Inseln mitgenommen werden.
Außerdem kann ganzjährig mit dem Helikopter in 20 Minuten von Foggia zum Heliport San Domino geflogen werden.

## Nationalpark Gargano

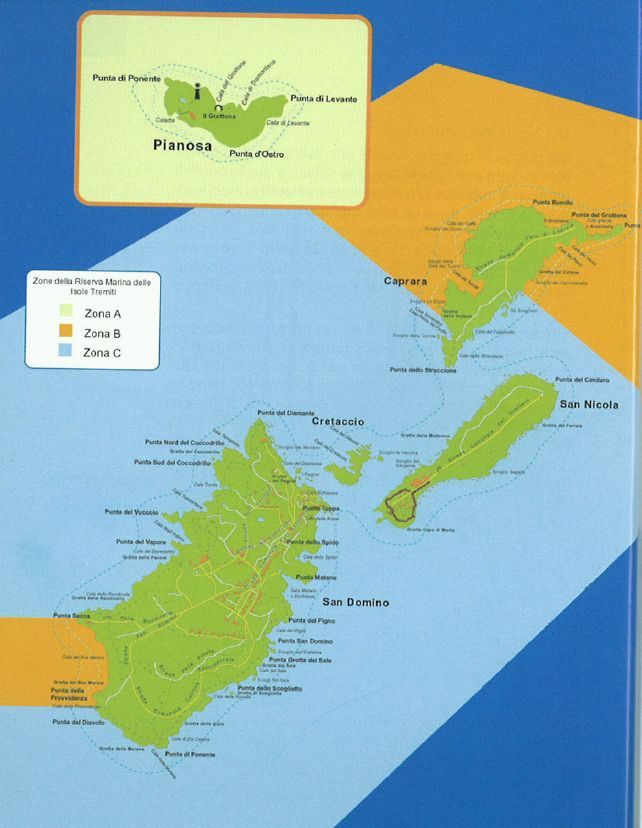
Nationalpark Zonen der Tremiti-Inseln

Die Inselgruppe gehört seit 1991 zum Naturschutzpark Parco Nazionale del Gargano. Die italienischen Nationalparks sind in verschiedene Schutzzonen aufgeteilt. Die Insel Pianosa befindet sich in der höchsten Schutzzone A – der Zugang ist verboten. Teile von Capraia und die Westküste von San Domino gehören der zweithöchsten Schutzzone B an.